# Искусственный спутник Земли
Искусственный спутник Земли (ИСЗ) — космический летательный аппарат, вращающийся вокруг Земли по геоцентрической орбите.
Для движения по орбите вокруг Земли аппарат должен иметь начальную скорость, равную или большую первой космической скорости. Полёты ИСЗ выполняются на высотах до нескольких сотен километров. Нижнюю границу высоты полёта ИСЗ обуславливает необходимость избегания процесса быстрого торможения в атмосфере. Период обращения спутника по орбите в зависимости от средней высоты полёта может составлять от полутора часов до нескольких лет. Особое значение имеют спутники на геостационарной орбите, период обращения которых строго равен суткам и поэтому для наземного наблюдателя они неподвижно «висят» на небосклоне, что позволяет избавиться от поворотных устройств в антеннах.
Под понятием спутник, как правило, подразумеваются беспилотные космические аппараты (КА), однако околоземные пилотируемые и автоматические грузовые космические корабли, а также орбитальные станции также являются ИСЗ.
Автоматические межпланетные станции (АМС) и межпланетные космические корабли могут запускаться в дальний космос как минуя стадию спутника (прямое восхождение), так и после предварительного вывода на так называемую опорную орбиту спутника.
В начале космической эры спутники запускались только посредством ракет-носителей, а к концу XX века широкое распространение получил также запуск спутников с борта других спутников — орбитальных станций и космических кораблей (в первую очередь, с МТКК-космоплана Спейс Шаттл). Возможен также воздушный старт спутников. Как средства выведения спутников теоретически возможны, но пока не реализованы также МТКК-космолёты, космические пушки, космические лифты. Уже через небольшое время после начала космической эры стало обычным выведение более одного спутника на одной ракете-носителе, а к концу 2013 года число выводимых одновременно спутников в некоторых запусках ракет-носителей превысило три десятка. В ходе некоторых запусков последние ступени ракет-носителей также выходят на орбиту и на какое-то время фактически становятся спутниками.
Беспилотные спутники имеют массу от нескольких килограммов до двух десятков тонн и размер от нескольких сантиметров до (в частности, при использовании солнечных батарей и выдвижных антенн) нескольких десятков метров. Являющиеся спутниками космические корабли и космопланы достигают нескольких десятков тонн и метров, а сборные орбитальные станции — сотен тонн и метров. В XXI веке с развитием микроминиатюризации и нано-технологий массовым явлением стало создание сверхмалых спутников форматов кубсат (от одного до несколько кг и от нескольких до нескольких десятков см), а также появился новый формат покеткуб (буквально карманный куб) в несколько сотен или десятков граммов и несколько сантиметров.
Спутники преимущественно создаются как невозвратные, однако некоторые из них (в первую очередь, пилотируемые и некоторые грузовые космические корабли) являются возвращаемыми частично (имея спускаемый аппарат) или полностью (космопланы и спутники, возвращаемые на их борту).
Искусственные спутники Земли широко используются для научных исследований и прикладных задач, а также в образовании (в мире стали массовым явлением так называемые «университетские» ИСЗ) и хобби — радиолюбительские спутники.
В начале космической эры спутники запускались государствами (национальными государственными организациями), однако затем широкое распространение получили спутники частных компаний. С появлением кубсатов и покеткубов со стоимостью выведения до нескольких тысяч долларов стал возможен запуск спутников частными лицами.

## Типы спутников
Различают следующие типы спутников:
- астрономические спутники — спутники, предназначенные для исследования планет, галактик и других космических объектов;
- биоспутники — спутники, предназначенные для проведения научных экспериментов над живыми организмами в условиях космоса;
- спутники дистанционного зондирования Земли;
- метеорологические спутники — спутники, предназначенные для передачи данных в целях предсказания погоды, а также для наблюдения климата Земли;
- малые спутники — спутники малого веса (менее 1 или 0,5 тонн) и размера[2][3]. Включают в себя миниспутники (более 100 кг), микроспутники (более 10 кг) и наноспутники (легче 10 кг), в том числе кубсаты и покеткубы;
- военные спутники (см. космическое оружие) — разведывательные спутники и т. п.;
- спутники связи;
- навигационные спутники;
- космические корабли — пилотируемые космические аппараты;
- орбитальные станции — долговременные космические корабли.

## История
ИСЗ запускались более чем 70 различными странами (а также отдельными компаниями) с помощью как собственных ракет-носителей (РН), так и предоставляемых в качестве пусковых услуг другими странами и межгосударственными и частными организациями.
Первый в мире ИСЗ запущен в СССР 4 октября 1957 года (Спутник-1). 

Второй страной, запустившей ИСЗ, стали США 1 февраля 1958 года (Эксплорер-1).

Третьей страной, выведшей первый ИСЗ на своей РН, стала Франция 26 ноября 1965 года (Астерикс). 

Следующие страны — Великобритания, Канада, Италия — запустили свои первые ИСЗ в 1962, 1962, 1964 гг. соответственно на американских РН. 

Австралия и ФРГ обзавелись первыми ИСЗ в 1967 и 1969 гг. соответственно также с помощью РН США. 

На своих РН запустили свои первые ИСЗ Япония, Китай, Израиль в 1970, 1970, 1988 гг. 

Ряд стран — Великобритания, Индия, Иран, а также Европа (межгосударственная организация ESRO, ныне ESA) — запустили свои первые ИСЗ на иностранных носителях, прежде чем создали свои РН. Первые ИСЗ многих стран были разработаны и закуплены в других странах (СССР, США, Китае и др.).

### Первые ИСЗ стран мира
Знаком ☆ отмечен 1) свой запуск 2) первого своего спутника 3) на ракете своей разработки 4) с территориально своего космодрома.
| Страна            | Год с первого запуска | Первый ИСЗ                | Всего ИСЗ на орбите (на 2010 год) | Действующих (на 26.02.2015) | Примечание                       |
| ----------------- | --------------------- | ------------------------- | --------------------------------- | --------------------------- | -------------------------------- |
| СССР              | 1957 ☆                | Спутник-1                 | 1454                              | 146                         | для СНГ                          |
| США               | 1958 ☆                | Эксплорер-1               | 1113                              | 446                         |                                  |
| Великобритания    | 1962                  | Ariel 1                   | 29                                | 17                          |                                  |
| Канада            | 1962                  | Alouette 1                | 34                                | 26                          |                                  |
| Италия            | 1964                  | San Marco 1               | 22                                | 13                          |                                  |
| Франция           | 1965                  | Астерикс                  | 57                                | 21                          |                                  |
| Австралия         | 1967                  | WRESAT                    | 12                                | 6                           |                                  |
| Европа            | 1968                  | ESRO II                   | 42                                | 27                          | ESRO — ныне ESA                  |
| ФРГ               | 1969                  | Azur                      | 49                                | 24                          |                                  |
| Япония            | 1970 ☆                | Осуми                     | 34                                | 70                          |                                  |
| Китай             | 1970 ☆                | Дунфан Хун-1              | 140                               | 129                         |                                  |
| Польша            | 1973                  | Интеркосмос-Коперник-500  | ?                                 | 2                           |                                  |
| Нидерланды        | 1974                  | ANS                       | 5                                 | 2                           |                                  |
| Испания           | 1974                  | Intasat                   | 9                                 | 13                          |                                  |
| Индия             | 1975                  | Ариабхата                 | 51                                | 34                          |                                  |
| Индонезия         | 1976                  | Palapa A1                 | 10                                | 6                           |                                  |
| Чехословакия      | 1978                  | Магион-1                  | 3                                 |                             |                                  |
| Болгария          | 1981                  | Интеркосмос-Болгария-1300 | 1                                 | 1                           |                                  |
| Бразилия          | 1985                  | Brasilsat A1              | 11                                | 10                          |                                  |
| Мексика           | 1985                  | Morelos 1                 | 7                                 | 2                           |                                  |
| Швеция            | 1986                  | Viking                    | 11                                | 1                           |                                  |
| Израиль           | 1988 ☆                | Офек-1                    | 7                                 | 13                          |                                  |
| Люксембург        | 1988                  | Astra 1A                  | 15                                | 2                           |                                  |
| Аргентина         | 1990                  | Lusat                     | 10                                | 9                           |                                  |
| Гонконг           | 1990                  | AsiaSat-1                 |                                   |                             |                                  |
| Пакистан          | 1990                  | Badr-1                    | 5                                 | 2                           |                                  |
| Южная Корея       | 1992                  | Kitsat A                  | 10                                | 8                           |                                  |
| Португалия        | 1993                  | PoSAT-1                   | 1                                 | 0                           |                                  |
| Таиланд           | 1993                  | Thaicom 1                 | 6                                 | 4                           |                                  |
| Турция            | 1994                  | Turksat 1B                | 15                                | 6                           |                                  |
| Чехия             | 1995                  | Магион-4                  | 3                                 | 0                           |                                  |
| Украина           | 1995                  | Сич-1                     | 6                                 | 1                           |                                  |
| Чили              | 1995                  | FASat-Alfa                | 1                                 | 1                           |                                  |
| Малайзия          | 1996                  | MEASAT                    | 4                                 | 5                           |                                  |
| Норвегия          | 1997                  | Thor 2                    | 3                                 | 5                           |                                  |
| Филиппины         | 1997                  | Mabuhay 1                 | 2                                 |                             |                                  |
| Египет            | 1998                  | Nilesat 101               | 3                                 |                             |                                  |
| Сингапур          | 1998                  | ST-1                      | 1                                 |                             |                                  |
| Тайвань           | 1999                  | ROCSAT-1                  | 9                                 |                             |                                  |
| Дания             | 1999                  | Ørsted                    | 4                                 | 5                           |                                  |
| ЮАР               | 1999                  | SUNSAT                    | 2                                 |                             |                                  |
| Саудовская Аравия | 2000                  | Saudisat 1A               | 12                                | 11                          |                                  |
| ОАЭ               | 2000                  | Thuraya 1                 | 3                                 | 6                           |                                  |
| Марокко           | 2001                  | Maroc-Tubsat              | 1                                 |                             |                                  |
| Тонга             | 2002                  | Esiafi 1                  | 1                                 |                             | Esiafi 1 — бывш. Comstar D4      |
| Алжир             | 2002                  | Alsat 1                   | 1                                 |                             |                                  |
| Греция            | 2003                  | Hellas Sat 2              | 2                                 |                             |                                  |
| Кипр              | 2003                  | Hellas Sat 2              | 2                                 |                             |                                  |
| Нигерия           | 2003                  | Nigeriasat 1              | 2                                 |                             |                                  |
| Иран              | 2005                  | Сина-1                    | 4                                 | 2                           |                                  |
| Казахстан         | 2006                  | KazSat-1                  | 3                                 |                             |                                  |
| Колумбия          | 2007                  | Libertad 1                | 1                                 |                             |                                  |
| Маврикий          | 2007                  | Rascom-QAF 1              | 2                                 |                             |                                  |
| Вьетнам           | 2008                  | Vinasat-1                 | 1                                 |                             |                                  |
| Венесуэла         | 2008                  | Venesat-1                 | 1                                 |                             |                                  |
| Швейцария         | 2009                  | SwissCube-1               | 1                                 |                             |                                  |
| Остров Мэн        | 2011                  | ViaSat-1                  |                                   |                             |                                  |
| Венгрия           | 2012                  | MaSat-1                   |                                   |                             |                                  |
| Румыния           | 2012                  | Goliat                    |                                   |                             |                                  |
| Шри-Ланка         | 2012                  | SupremeSAT                |                                   |                             |                                  |
| Белоруссия        | 2012                  | БКА                       | 3                                 |                             |                                  |
| КНДР              | 2012 ☆                | Кванмёнсон-3              | 1                                 | 1                           |                                  |
| Азербайджан       | 2013                  | Azerspace-1               | 2                                 |                             |                                  |
| Австрия           | 2013                  | TUGSAT-1,UniBRITE         |                                   |                             |                                  |
| Бермуды           | 2013                  | Bermudasat 1              | 1                                 |                             | Bermudasat 1 — бывш. EchoStar VI |
| Эквадор           | 2013                  | NEE-01 Pegaso             |                                   |                             |                                  |
| Эстония           | 2013                  | ESTCube-1                 |                                   |                             |                                  |
| Джерси            | 2013                  | O3b-1,-2,-3,-4            |                                   |                             |                                  |
| Катар             | 2013                  | Es'hailSat-1              |                                   |                             |                                  |
| Перу              | 2013                  | PUCP SAT-1                |                                   |                             |                                  |
| Боливия           | 2013                  | TKSat-1                   |                                   |                             |                                  |
| Литва             | 2014                  | Lituanica SAT-1,LitSat-1  |                                   |                             |                                  |
| Бельгия           | 2014                  | QB50P1,QB50P2             |                                   |                             |                                  |
| Уругвай           | 2014                  | ANTELSAT                  |                                   |                             |                                  |
| Ирак              | 2014                  | Tigrisat                  |                                   | 1                           |                                  |
| Туркменистан      | 2015                  | ТуркменАлем 52.0Е         | 1                                 |                             |                                  |
| Лаос              | 2015                  | Laosat-1                  | 1                                 |                             |                                  |
| Финляндия         | 2017                  | Aalto-2                   | 1                                 |                             |                                  |
| Бангладеш         | 2017                  | BRAC Onnesha              | 1                                 |                             |                                  |
| Гана              | 2017                  | GhanaSat-1                | 1                                 |                             |                                  |
| Монголия          | 2017                  | Mazaalai                  | 1                                 |                             |                                  |
| Латвия            | 2017                  | Venta-1                   | 1                                 |                             |                                  |
| Словакия          | 2017                  | skCUBE                    | 1                                 |                             |                                  |
| Ангола            | 2017                  | Ангосат-1                 | 1                                 |                             |                                  |
| Новая Зеландия    | 2018 ☆                | Humanity Star             | 1                                 |                             |                                  |
| Коста-Рика        | 2018                  | Proyecto Irazú            | 1                                 |                             |                                  |
| Кения             | 2018                  | 1KUNS-PF                  | 1                                 |                             |                                  |
| Бутан             | 2018                  | Bhutan-1                  | 1                                 |                             |                                  |
| Иордания          | 2018                  | JY1-SAT                   | 1                                 |                             |                                  |
| Непал             | 2019                  | NepaliSat-1               | 1                                 |                             |                                  |
| Руанда            | 2019                  | RWASat-1                  | 1                                 |                             |                                  |
| Судан             | 2019                  | SRSS-1                    | 1                                 |                             |                                  |
| Эфиопия           | 2019                  | ETRSS-1                   | 1                                 |                             |                                  |
| Гватемала         | 2020                  | Quetzal-1                 | 1                                 |                             |                                  |
| Словения          | 2019                  | NEMO-HD                   | 1                                 |                             |                                  |
| Монако            | 2020                  | OSM-1 Cicero              | 1                                 |                             |                                  |
| Уганда            | 2022                  | ’’PearlAfricaSat’’        | 1                                 |                             |                                  |
| Зимбабве          | 2022                  | ’’ZimSat 1 ’’             | 1                                 |                             |                                  |
| Армения           | 2022                  | Armsat 1                  | 1                                 |                             |                                  |
| Молдавия          | 2022                  | TUMnanoSAT                | 1                                 |                             |                                  |
| Албания           | 2023                  | Albania-1                 | 2                                 |                             |                                  |
| Оман              | 2023                  | AMAN                      | 1                                 |                             |                                  |
| Джибути           | 2023                  | Djibouti-1A               | 1                                 |                             |                                  |

Итого из 12 регистрировавшихся космических держав, совершавших свой запуск своего аппарата на своей ракете, насчитывается 7 абсолютных, запустивших первый же свой аппарат с территориально своего космодрома.

### Неподтверждаемые первые ИСЗ
- Ирак — заявленный запуск в 1989 году на орбиту головной части РН «Таммуз» не подтверждён.
- КНДР — в 1998 и 2009 годах КНДР пыталась вывести на околоземную орбиту спутник Кванмёнсон-1 и Кванмёнсон-2, факт вывода средствами контроля космического пространства США и России не подтверждается, однако северокорейская сторона настаивает на факте успешного выведения ИСЗ на орбиту.

### Страны, планирующие первые ИСЗ
- Афганистан
- Ирландия
- Каймановы острова
- Камбоджа
- Конго, Демократическая Республика
- Ливия
- Монако
- Мьянма
- Никарагуа
- Парагвай
- Сербия
- Сирия
- Словения
- Тунис
- Узбекистан
- Хорватия

### Спутник из дерева
В 2024 году японские исследователи разработали и испытали первый в мире деревянный спутник LignoSat. Этот проект демонстрирует потенциал использования древесины в космосе как более экологичной и устойчивой альтернативы традиционным металлическим материалам.  LignoSat, изготовленный из магнолии с применением традиционных японских методов соединения древесины, позволит изучить поведение дерева в условиях космического пространства. Полное сгорание древесины при возвращении спутника в атмосферу Земли минимизирует загрязнение окружающей среды, в отличие от металлических компонентов. Кроме того, древесина обладает такими полезными свойствами, как устойчивость к космическим условиям и радиопрозрачность. Однако долговечность деревянных конструкций в условиях воздействия космической радиации всё ещё требует дальнейшего изучения.

## Столкновения спутников
10 февраля 2009 года впервые в истории произошло столкновение спутников. Столкнулись российский военный спутник (выведенный на орбиту в 1994 году, но через два года списанный) и рабочий американский спутник оператора спутниковой телефонной связи Иридиум. «Космос-2251» весил почти 1 тонну, а «Iridium 33» — 560 кг.
Спутники столкнулись над северной частью Сибири. В результате столкновения образовалось два облака из мелких обломков и фрагментов (общее количество обломков составило около 600).